# Friedrich Alexander von Schönberg
Friedrich Alexander von Schönberg (* 27. Januar 1754 in Dresden; † 12. November 1803 ebenda) war ein kurfürstlich-sächsischer Kammerherr, Obersteuereinnehmer sowie Rittergutsbesitzer.

## Leben
Er stammte aus der sächsischen Adelsfamilie von Schönberg und war der Sohn des königlich-polnischen und kurfürstlich-sächsischen Kreishauptmanns und Rittergutsbesitzers Heinrich Wilhelm von Schönberg. Adam Friedrich von Schönberg und dessen Ehefrau Wilhelmina Ernestina, geborene von Einsiedel, waren seine Großeltern.
Christiana Sophia von Schönberg, geborene von Liebenau, war seine Mutter, deren einziger Sohn er war. Er wurde am 27. Januar 1754 in Dresden geboren und am 31. Januar 1754 in der dortigen Kreuzkirche durch den Diakon Magister Schlipalius getauft wurde. Zum Zeitpunkt des Todes des Vaters 1763 war er noch unmündig, so dass er mehrere Jahre unter Vormundschaft stand. Als Nachfolger des Vaters wurde er Erb-, Lehn- und Gerichtsherr auf Börnichen, Wingendorf mit Hanichen und Wegefarth.
Wie viele Mitglieder seiner Familie schlug auch er eine Laufbahn am sächsischen Hof in Dresden ein, wo er zunächst zum Kammerjunker und anschließend zum Kammerherrn ernannt wurde. Wie sein Vater wurde auch er kurfürstlich-sächsischer Obersteuereinnehmer.
Friedrich Alexander von Schönberg starb am 12. November 1803 im Haus Schloßgasse 336 in Dresden an Verstopfung und wurde am 14. November 1803 nach Frankenberg überführt und dort beerdigt. Er hinterließ aus der Ehe mit Maximiliana Erdmutha, geborene von Kospoth aus dem Hause Mühltroff, den Sohn Carl Friedrich Maximilian von Schönberg (* 18. Mai 1777 in Mühltroff), dessen erster Taufpate der kursächsische Generalfeldmarschall Friedrich Heinrich Eugen von Anhalt-Dessau war.